# Kish (Azerbaïdjan)
Pour les articles homonymes, voir Kish.

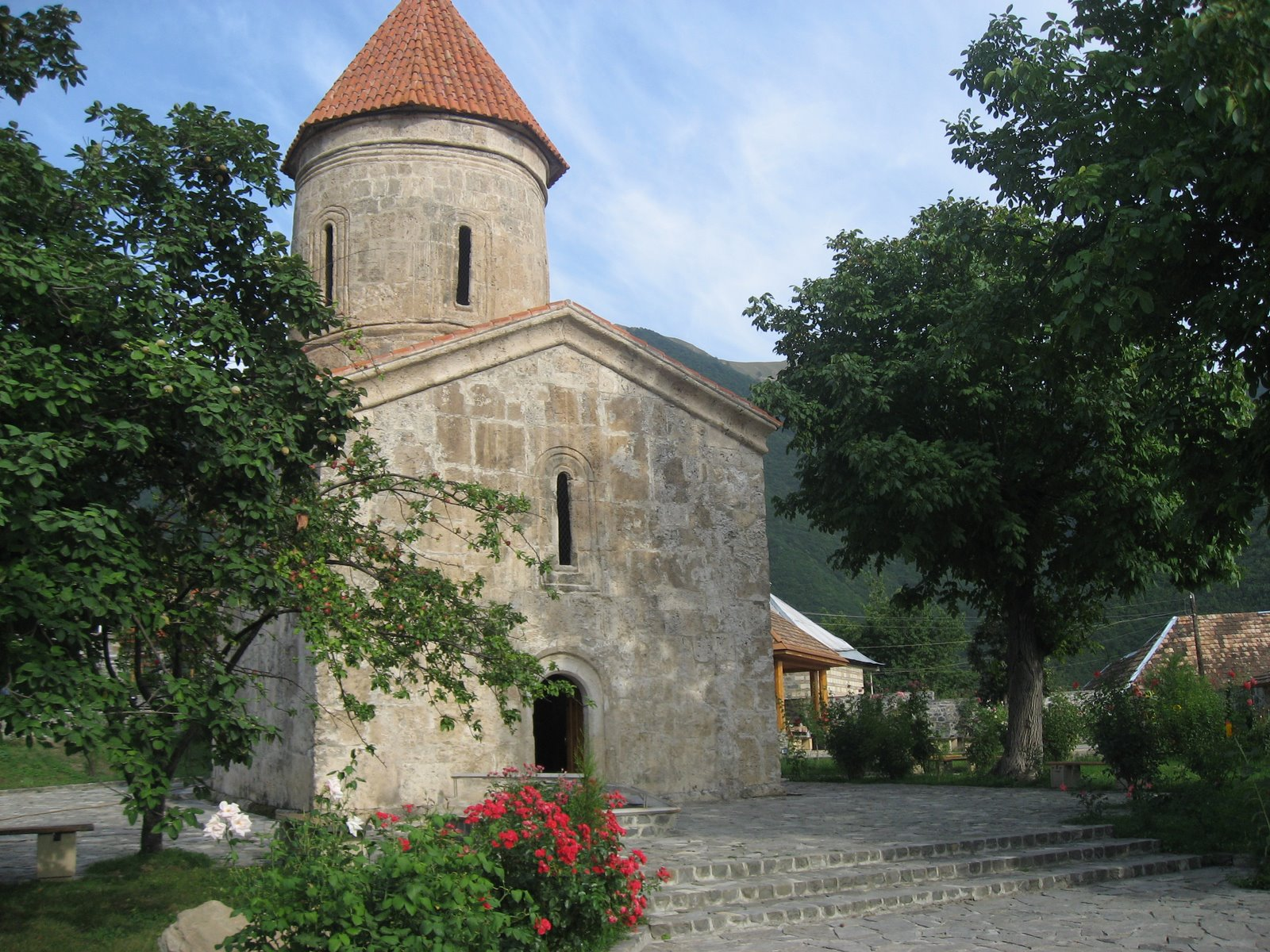
Église Saint-Élisée-l'Apôtre

Kish (en azéri : Kiş)(en russe : Киш) est un village situé à 5 kilomètres de la ville de Shaki dans le raion de Shaki, dans le nord de l'Azerbaïdjan.
La principale curiosité du village est l'église de Kish. C'est une église du type des Églises albaniennes datant du XIIe siècle dédiée à Saint-Élisée-l'Apôtre, qui a été transformée en musée depuis 2003, après restauration. C'était une église qui a été successivement ouverte à différents cultes, et en dernier lieu une Église apostolique arménienne.